# NGC 2626
NGC 2626 je emisijska i odrazna maglica u zviježđu Jedru. 

## Vanjske poveznice
- SEDS: NGC 2626